# Skyler Samuels
Pour les articles homonymes, voir Samuels.
Skyler Rose Samuels (née le 14 avril 1994 à Los Angeles en Californie aux États-Unis) est une actrice américaine. Elle est surtout connue pour avoir joué le rôle principal dans la série télévisée américaine de ABC Family The Nine Lives of Chloe King où elle jouait le rôle de Chloe King aux côtés de Grace Phipps, Grey Damon et Benjamin Stone en 2011. Elle a aussi joué l'un des rôles principaux dans la série télévisée The Gates où elle jouait le rôle de Andie Bates en 2010. En 2007, Samuels a obtenu le rôle récurrent de Gertrude « Gigi » Hollingsworth dans la série de Disney Channel Les Sorciers de Waverly Place. Elle jouait ce rôle de 2007 à 2008. En 2009, elle obtient le rôle de Beth Harding dans le thriller Le Beau-père. En 2015, elle obtient l'un des rôles principaux dans la série télévisée américaine Scream Queens aux côtés d'Emma Roberts, Lea Michele, Ariana Grande et Nick Jonas.

## Biographie
Samuels est la fille de Kathy Samuels, productrice de séries et de Scott Samuels, U.S. Marshal des États-Unis. Elle a trois frères : Cody, Harrison et Jack et une sœur Heather. Le 4 mars 2024, Skyler a confirmé qu'elle était mariée sur Wizards of Waverly Pod. En avril 2024 sur Instagram, Skyler a révélé qu'elle avait son premier enfant.  

### Carrière
Samuels commence sa carrière en 2004 lorsqu'elle interprète le rôle de Ashley Blake dans un épisode de Drake & Josh. 
Après cette première apparition, elle apparaît dans un film qui se nomme Final Approach où elle joue le rôle de Mary Jo en 2005. Ensuite, elle apparaît dans la série Disney Channel La Vie de palace de Zack et Cody dans le rôle de Brianna en 2005. 
Cette même année, elle apparaît dans un court-métrage qui s'appelle The Adventures of Big Handsome Guy and His Little Friend. 
Lors de la même année, elle réapparaît dans un court-métrage A Host of Trouble où elle interprète le rôle de Maureen. 
Puis en 2005, elle interprète le rôle de Chrissy Collins dans Phénomène Raven.
En 2006, elle joue le rôle de Maureen dans la série télévisée Love, Inc.. 
De 2007 à 2008, elle obtient un rôle récurrent celui de Gertrude "Gigi" Hollingsworth dans la série de Disney Channel Les Sorciers de Waverly Place aux côtés de Selena Gomez et Jennifer Stone. 
En 2009, elle joue le rôle de Libby dans le film Bless This Mess. 
Cette même année, elle obtient l'un des rôles principaux dans le thriller Le Beau-père celui de Beth Harding. 
En 2010, elle joue le rôle de Amber dans le film américain La forêt contre-attaque. 
Plus tard, cette même année, elle joue l'un des rôles principaux dans la série The Gates. 
Elle y joue le rôle de Andie Bates. 
En 2011, elle joue le rôle principal dans la série télévisée américaine The Nine Lives of Chloe King aux côtés de Grey Damon, Grace Phipps et Benjamin Stone. 
Elle y joue le rôle de Chloe King. 
En 2013, elle obtient le rôle principal celui de Bird Benson dans le téléfilm américain Bloodline. 
En 2014, elle joue le rôle de Carrie dans le film Helicopter Mom aux côtés de Jason Dolley. 
Depuis 2014, elle joue un rôle récurrent dans la saison 4 de American Horror Story. Elle y joue le rôle de Bonnie Lipton. Cette même année, elle obtient un rôle dans le film Sharon 1.2.3. où elle joue le rôle de Sharon #3. 
En 2015, elle obtient l'un des rôles principaux dans le film américain DUFF : Le faire-valoir aux côtés de Bella Thorne et Robbie Amell. Elle y joue le rôle de Jess. 
Depuis 2017, Skyler interprète Esme, Sophie et Phoebe Frost dans la série télévisée The Gifted créée par Matt Nix qui entre dans l'univers des X-Men. 

## Filmographie

### Cinéma
- 2005 : Final Approach : Mary Jo
- 2009 : Le Beau-père : Beth Harding
- 2010 : La forêt contre-attaque : Amber
- 2014 : Helicopter Mom : Carrie
- 2014 : Sharon 1.2.3. : Sharon
- 2015 : DUFF : Le faire-valoir : Jessica « Jess » Harris
- 2023 : En eaux très troubles de Ben Wheatley

### Court-métrage
- 2005 : The Adventures of Big Handsome Guy and His Little Friend : Jeune fille super sexy
- 2005 : A Host of Trouble : Maureen

### Télévision

#### Séries télévisées
- 2004 : Drake & Josh : Ashley Blake
- 2005 : La Vie de palace de Zack et Cody : Brianna
- 2005 : Phénomène Raven : Chrissy Collins
- 2006 : Love, Inc. : Maureen
- 2007-2008 : Les Sorciers de Waverly Place : Gertrude "Gigi" Hollingsworth
- 2010 : The Gates : Andie Bates
- 2011 : The Nine Lives of Chloe King : Chloe King
- 2014 : American Horror Story: Freak Show : Bonnie Lipton
- 2015 : Scream Queens : Grace Gardener
- 2017-2019 : The Gifted : Esme, Sophie, Phoebe Frost

#### Téléfilms
- 2009 : Bless This Mess : Libby
- 2013 : Bloodline : Bird Benson

## Distinctions

### Nominations
- 2011 Teen Choice Awards : Choice Breakout Show pour The Nine Lives of Chloe King
- 2011 Teen Choice Awards : Choice Breakout Star

## Voix françaises
En France
- Alice Taurand[1] dans : 
  - American Horror Story (série télévisée)
  - DUFF : Le faire-valoir
  - Scream Queens (série télévisée)
  - The Gifted (série télévisée)

Et aussi
- Edwige Lemoine dans Les Sorciers de Waverly Place (série télévisée)
- Laëtitia Coryn dans The Gates (série télévisée)
- Audrey Devos dans Masquerade

Au Québec
- Catherine Brunet dans :
  - Le Beau-père
  - La forêt contre-attaque